# 羊烈
羊烈（513年—586年3月11日），字儒卿，泰山郡梁父县（今山东省新泰市）人，东魏、北齐、北周官员。

## 生平
羊烈是西晋太仆卿羊琇的九世孙，北魏梁州刺史羊祉弟弟的儿子，父亲羊灵珍是北魏兖州别驾。羊烈年少通达聪慧，注重自身的修养，有成人的风范，喜好读书，能谈玄理，以玄学而知名。北魏孝昌末年，羊烈的堂兄羊侃任太山郡太守，占据太山郡起兵向南梁叛变。羊烈暗中知道了羊侃的谋划，深深害怕祸及全家，就和堂兄广平郡太守羊敦奔赴洛阳告发祸难。朝廷将要重奖羊烈，羊烈对人说:“这好比是砍掉自己的手来保住整个身躯，保存重要的，怎能因为堂兄的失败为自己谋取利益？”羊烈最终也没有接受奖赏。
虚龄十七岁时，羊烈被兖州征召出任主簿，又兼任兖州赞治。刺史本来正为政事忧虑，羊烈因为办事干练而有成效受到知遇。羊烈以太师咸阳王元坦的太师行参军为起家官，升任秘书郎。高洋最初担任仪同三司、开府时，任用羊烈担任仓曹参军事。天保初年，羊烈出任步兵校尉、轻车将军，不久兼任并省比部郎中，出任主衣都统，又接受敕令兼任领军大将军府事，屡次出任左民侍郎、右民侍郎，转任尚书祠部郎，所在都被称为称职。天保九年（558年），羊烈出任黎阳郡太守，食干卫国县，治理地方有能干的名声。当时北齐境内多次爆发蝗灾，黎阳郡境内却是一点蝗虫都没有，齐文宣帝下敕书褒奖称赞。皇建二年（561年），羊烈升任光禄少卿，加龙骧将军、兖州大中正，又进号平南将军。天统年间，羊烈出任太中大夫，外任东郡太守。武平初年，羊烈出任骠骑大将军、义州刺史，很快因为年老患病返回故乡。宣政元年（578年），羊烈出任乡郡太守。开皇六年二月壬午朔十六日丁酉（586年3月11日），羊烈在沙丘里舍去世，虚岁七十有四，开皇九年六月壬戌朔十一日壬申（589年7月29日）迁葬于宫山以南。
羊烈家族世代操守清白，家庭有品德修養，受到世人的称赞，家中的女子从没有改嫁的。北魏太和年间，羊家在兖州造了一所尼姑寺，家中女性守寡又无子女的都出家作了尼姑，而且都严守戒律。天统年间，羊烈和尚书毕义云争夺兖州大中正的职务，毕义云极口称赞东平毕氏门阀高，说我家几代人都是兖州刺史，你家世代都是我家的下属。羊烈回答说:“你家自从毕轨被杀以后，就一直没出过杰出人才，近代的刺史都是在战场上因为征战得来的，有什么值得说的？哪里比得上我家东汉河南尹羊陟、西晋太傅羊祜，名望德行、学问品行，流芳百世。而且我家男子雅正，女子贞节，足以称的上冠族，其他方面也都值得大家称道。”羊烈这样说大概是讽刺毕义云家庭的淫乱。

## 其他
羊烈曾经为道经和佛经做注解，达到七十多卷。

## 家庭

### 九世祖
- 羊琇，西晋甘露亭侯[1]

### 高祖
- 羊哲，济南相[1]

### 祖父
- 羊规之，北魏营州刺史[1]

### 父母
- 羊灵珍，北魏兖州别驾[1]
- 清河崔氏，冀州刺史崔乌头之女[1]

### 兄弟姐妹
- 羊修，北齐尚书左丞

### 夫人
- 长孙敬颜，北魏录尚书、上党王长孙稚孙女，仆射、司州牧长孙子彦之女，隋朝开皇十一年岁在辛亥闰十二月戊寅廿二日己亥（592年2月10日）在兖州太阳里去世，虚岁六十五，开皇十二年十月癸酉朔卅日壬寅（592年12月9日）葬于宫山以南[1]

### 子女
- 羊行思，早亡[1]
- 羊敏方，娶博陵崔氏[1]
- 羊敏正，早亡[1]
- 羊敏行，娶赵郡李氏[1]
- 羊敏则[1]
- 羊敏博[1]
- 羊敏齐，早亡[1]
- 羊樊□，长女，早亡[1]
- 羊静玄，出家[9]
- 羊惠□，早亡[1][9]
- 羊静则，嫁安定□□□[1]
- 羊静德，嫁敦煌李仲英[1][9]
- 羊静猗，早亡[1]
- 羊静□，嫁清河□□之[1][9]
- 羊无□，早亡[1]
- 羊静质，嫁北海王弘基[1]
- 羊静□[1]